# The Informant!
Pour les articles homonymes, voir The Informant.
Pour plus de détails, voir Fiche technique et Distribution.
The Informant! ou L'infiltré! au Québec est un film américain réalisé par Steven Soderbergh et sorti en 2009. C'est l'adaptation du livre du même nom publié en l'an 2000 par le journaliste américain Kurt Eichenwald. Ce dernier avait enquêté sur la société agroalimentaire Archer Daniels Midland.

## Synopsis
En 1992 à Decatur, Mark Whitacre, président de la division BioProducts au sein de la grande société agroalimentaire, Archer Daniels Midland, découvre des malversations financières au sein de son entreprise. Il va alors se « confesser » à un agent du FBI, notamment à propos d'une entente sur les prix de la lysine. Mark va alors devenir une « taupe », tout en tentant de protéger certains de ses propres intérêts.

## Fiche technique
Sauf indication contraire, les informations mentionnées dans cette section peuvent être confirmées par la base de données cinématographiques IMDb,  présente dans la section « Liens externes ».
- Titre original et français : The Informant!
- Titre québécois : L'infiltré!
- Réalisateur : Steven Soderbergh
- Scénario : Scott Z. Burns, d'après le livre The Informant (en) publié en 2000 par le journaliste d'investigation Kurt Eichenwald
- Musique : Marvin Hamlisch
- Directeur artistique : Billy Hunter et David Scott
- Décors : Doug J. Meerdink
- Costume : Shoshana Rubin
- Montage : Stephen Mirrione
- Photographie : Steven Soderbergh (crédité Peter Andrews[1])
- Producteurs : Howard Braunstein, Jennifer Fox, Kurt Eichenwald, Gregory Jacobs et Michael Jaffe

Producteurs délégués : George Clooney, Michael London et Jeff Skoll
Coproducteur : Michael Polaire
- Sociétés de production : Warner Bros., Participant Media, Groundswell Productions, Section Eight et Jaffe / Braunstein Enterprise
- Distribution : Warner Bros.
- Budget : 22 000 000 $[2]
- Pays de production :  États-Unis
- Langue originale : anglais
- Genre : comédie dramatique et biographique
- Durée : 108 minutes
- Dates de sortie[3] :
  - Italie : 7 septembre 2009 (Mostra de Venise)
  - France : 7 septembre 2009 (festival de Deauville)
  - Canada, États-Unis : 18 septembre 2009
  - France : 30 septembre 2009

## Distribution

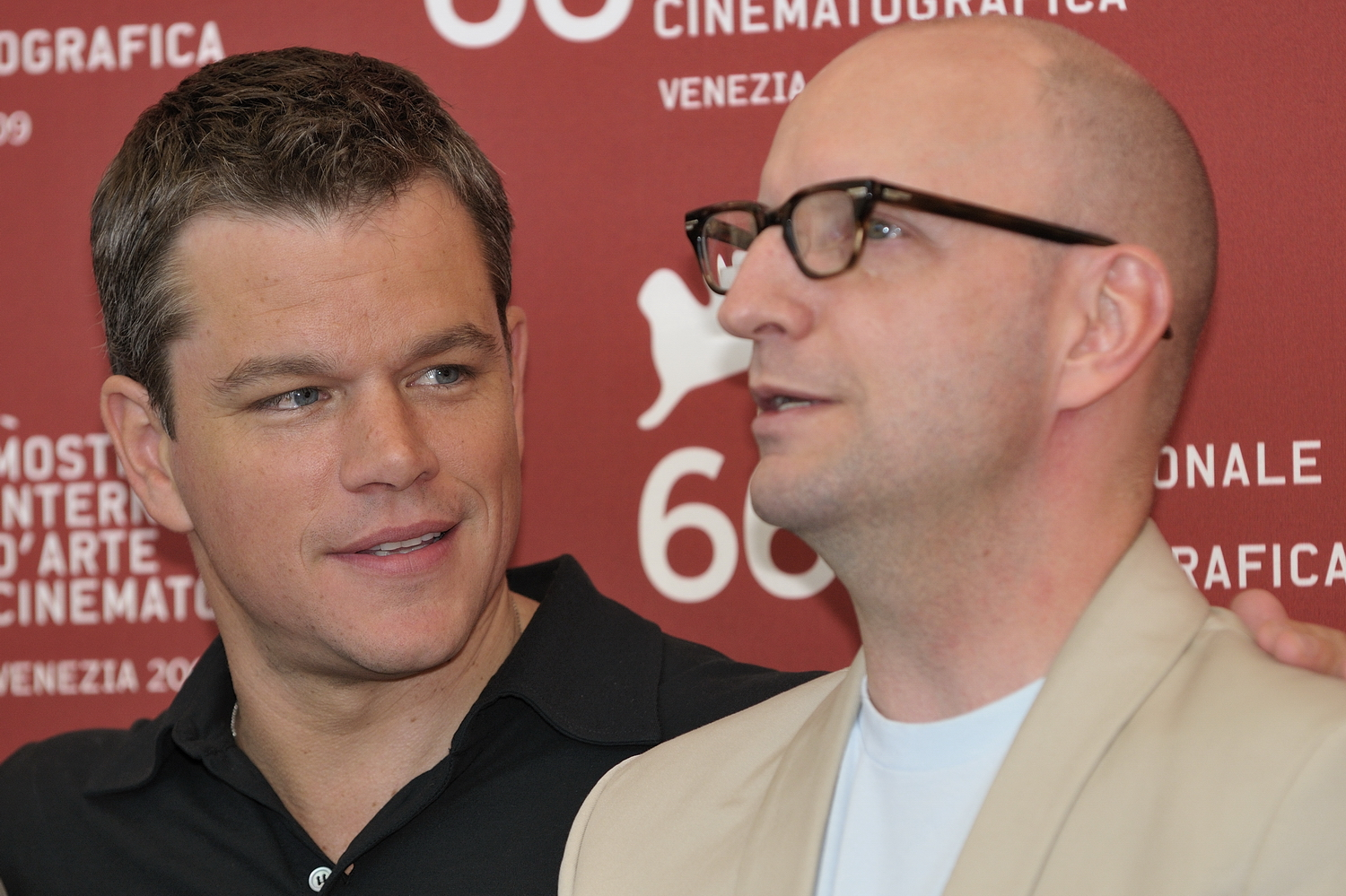
Matt Damon et Steven Soderbergh en 2009

- Matt Damon (VF : Damien Boisseau) : Mark Whitacre
- Lucas Carroll (VF : Max Renaudin) : Alexander Whitacre
- Eddie Jemison (VF : Philippe Siboulet) : Kirk Schmidt
- Rusty Schwimmer (VF : Caroline Jacquin) : Liz Taylor
- Tom Papa (en) (VF : Pierre-François Pistorio) : Mick Andreas
- Rick Overton (VF : Jean-Jacques Moreau) : Terry Wilson
- Melanie Lynskey (VF : Natacha Muller) : Ginger Whitacre
- Thomas F. Wilson (VF : Patrick Béthune) : Mark Cheviron
- Scott Bakula (VF : Guy Chapellier) : l'agent spécial Brian Shepard
- Scott Adsit (VF : Éric Marchal) : Sid Hulse
- Ann Dowd (VF : Colette Venhard) : l'agent spécial Kate Medford
- Allan Havey (VF : Bernard Jung) : l'agent spécial Dean Paisley
- Howie Johnson : Rusty Williams
- Joel McHale (VF : Alexis Victor) : l'agent spécial Bob Herndon
- Andrew Daly (VF : Luc Boulad) : Marty Allison
- Ludger Pistor (VF : Christian Stonner) : Reinard Richter
- Ann Cusack (VF : Anne Rondeleux) : Robin Mann
- Dann Seki (VF : Hiro Uchiyama) : Joon Mo Suh
- Jayden Lund (VF : François Delaive) : James Mutchnik
- Tom Smothers (VF : Jean Pomier) : Dwayne Andreas
- Clancy Brown (VF : Hervé Furic) : Aubrey Daniel
- Tony Hale (VF : Marc Saez) : James Epstein
- Richard Steven Horvitz (VF : Michel Voletti) : Bob Zaideman
- Daniel Hagen (VF : Thierry Murzeau) : Scott Roberts
- Patton Oswalt (VF : Jérôme Pauwels) : Ed Herbst
- Samantha Albert (VF : Lydia Cherton) : Mary Spearing
- Jimmy Brogan (VF : Frédéric Cerdal) : Dr Derek Miller
- Paul F. Tompkins (VF : Thibaut Belfodil) : agent Anthony D’Angelo
- Adam Paul (VF : Pascal Germain) : agent Michael Bassett
- Joshua Fink (VF : Yann Guillemot) : agent Robert Grant
- Dick Smothers (VF : Michel Derville) : le juge Harold Baker
- Craig Ricci Shaynak (VF : Jean-Luc Atlan) : le chef d'équipe découragé
- Candy Clark : la mère de Mark Whitacre

Source et légende : version française (VF) sur Voxofilm

## Production

### Genèse et développement
Le film est basé sur le livre de non-fiction The Informant (en) de Kurt Eichenwald, un ancien journaliste du New York Times, qui s'est lui-même inspiré de faits réels. Le réalisateur Steven Soderbergh a exprimé son souhait d'adapter The Informant dès la fin du tournage d'Ocean's Eleven en 2002.

### Attribution des rôles
Pour endosser le rôle de Mark Whitacre, Matt Damon a pris plus d'une dizaine de kilos. Steven Soderbergh explique ce choix : « Matt est crédible en toute occasion. Il a un côté “jeune homme propre sur lui” qui ne s'imite pas. C'était déterminant, car il fallait que le spectateur croie en Mark du début à la fin, surtout lorsqu'il affirme “C'est ça, je vous ai tout dit”. Matt, avec son charme juvénile et son inaltérable optimisme, y parvient à chaque fois. Connaissant son courage, je savais qu'il assumerait toutes les facettes de Whitacre, y compris les moins glorieuses, et qu'il se fondrait sans réticence dans le look du personnage. »
Eddie Jemison, qui incarne Kirk Schmidt, avait déjà été dirigé par Steven Soderbergh : dans Schizopolis (1996) puis dans Ocean's Eleven (2001), Ocean's Twelve (2004) et Ocean's Thirteen (2007) où il tenait le rôle de Livingston Dell. Quant à Matt Damon, il a déjà tourné avec Soderbergh dans la Trilogie Ocean et dans Che, 2e partie : Guerilla (2008).
Voulant conserver une ambiance de comédie, le réalisateur Steven Soderbergh a demandé à sa directrice de casting Carmen Cuba d'engager plusieurs comiques du stand-up, comme Tom Papa (en), Thomas F. Wilson, Rick Overton, Tony Hale, Patton Oswalt, Paul F. Tompkins ou encore les Smothers Brothers. Le producteur Gregory Jacobs raconte : « Steven s'est dit que l'histoire était tellement insensée et ses péripéties si délirantes qu'il serait bon d'engager des comiques, qui joueraient cela sans y mettre le moindre effet, mais en imprimant aux personnages leur propre marque ».

### Tournage
Le tournage a débuté en mai 2008 à Decatur dans l'Illinois. Certaines scènes ont été tournées dans le manoir de Mark Whitacre, l'informateur du FBI, à Moweaqua, à quelques kilomètres de Decatur. Certains extérieurs ont été tournés à Mesa dans l'Arizona. La plupart des lieux réels de l'histoire ont été utilisés. Le producteur Gregory Jacobs a été surpris de l'accueil réservé à l'équipe : « C'est encore une cité industrielle dont le destin est étroitement lié à cette société. N'allions-nous pas donner une mauvaise image de la ville ? On pouvait craindre certains malentendus. Mais tout le monde - les actuels dirigeants d'ADM inclus - a compris que nous parlions d'une époque révolue, et que nous ne visions ni l'ADM actuelle ni le Decatur d'aujourd'hui. De fait, la ville s'est montrée extrêmement accueillante ».

### Musique
La musique du film est composée par Marvin Hamlisch, qui signe ici sa dernière composition pour le cinéma avant son décès en 2012. Le réalisateur Steven Soderbergh a souhaité collaborer avec lui après avoir revu Bananas (1971) de Woody Allen.
Liste des titres
1. The Informant
2. Meet Mark
3. Car Meeting
4. The Raid
5. Multi-Tasking
6. Polygraph
7. Boxes
8. After Car
9. Trust Me (instrumental)
10. Sellout
11. Triplets
12. Golf
13. Trust Me (feat. Steve Tyrell)
14. The Informant (Solo Piano)

## Sortie

### Critique
Aux États-Unis, le film reçoit des critiques plutôt positives. Sur l'agrégateur Rotten Tomatoes, le film obtient 79% d'opinions favorables, pour une note moyenne de 6,8⁄10 pour 215 critiques. Sur Metacritic, The Informant! décroche une moyenne de 66⁄100 pour 37 critiques.
Le célèbre critique américain Roger Ebert donne au film une note de 4 étoiles sur 4 possibles, en écrivant notamment « The Informant! est fascinant dans sa façon de révéler deux niveaux d'évènements, pas toujours visibles pour les autres personnages ou le public ». Dans Rolling Stone, le film obtient une note 3,5⁄4 alors que le journaliste Peter Travers apprécie la tonalité comique du film. Todd McCarthy de Variety souligne quant à lui la performance de Matt Damon, décrivant son personnage de Mark Whitacre comme « le petit frère farfelu d'Erin Brockovich », dont la vie a elle aussi été portée à l'écran par Steven Soderbergh dans Erin Brockovich, seule contre tous (2000).
En France, les critiques sont aussi plutôt positives. Sur le site Allociné, qui compile 23 titres de presse, le film obtient une moyenne de 3⁄5. Du côté des avis favorables, Pascal Mérigeau écrit notamment dans Le Nouvel Observateur « c'est une comédie à l'ancienne, embrouillée à souhait, portée à bout de bras par un acteur carrément génial ». Dans Les Inrockuptibles, Jean-Marc Lalanne écrit quant à lui « à la fois misérable et grandiose, ce personnage d'affabulateur fascine ». Caroline Vié de 20 Minutes souligne la « complicité évidente du comédien et du réalisateur » qui « insuffle une atmosphère potache à un thriller destiné aux amateurs de divertissements sophistiqués ».
Certains journalistes français sont cependant beaucoup moins élogieux. Dans Le Parisien, Alain Grasset trouve l'intrigue « trop confuse » mais apprécie la performance de Matt Damon qu'il juge « remarquable », tout comme Danielle Attali du JDD qui pointe du doigts des « rebondissements artificiels et [un] rythme élastique » tout en pensant que Matt Damon est « curieux en antihéros ». François Forestier de Le Nouvel Observateur fustige quant à lui le film : « le gars est gras, le film est lent, l'enjeu sans intérêt, la réalisation peu inspirée, les dialogues répétitifs ». Vincent Malausa du site Chronic'art ironise « thriller-champagne a des vieux goûts de moisi ». Nicholas Elliott des Cahiers du cinéma écrit quant à lui « la révélation est tardive, comme la plupart des rebondissements, parachutés ».

### Box-office
Le long-métrage connaît un succès commercial modeste au box-office, affichant un taux de rentabilité de 190% par rapport à son budget. Aux États-Unis, il démarre en seconde place pour son premier week-end d'exploitation avec 10 464 314 $ de recettes, soit une moyenne de 4 177 $ sur les 2 505 salles le diffusant sur le territoire derrière Tempête de boulettes géantes, sorti le même jour, qui se hisse en tête du box-office. Le film peine à se maintenir et finit son exploitation en salles après treize semaines avec 33 316 821 $ depuis sa sortie. À l'international, seul près de 8 500 000 $ de recettes ont été récoltées, obtenant son meilleur résultat en France, où il engrange plus de 2 100 000 $ de recettes. Sur le territoire français, le métrage ne parvient qu'à rester trois semaines dans le top 20 hebdomadaire et totalise 258 338 entrées en fin d'exploitation.
| Pays ou région    | Box-office      | Date d'arrêt du box-office | Nombre de semaines |
| ----------------- | --------------- | -------------------------- | ------------------ |
| France            | 258 338 entrées | 25 novembre 2009           | 8                  |
| États-Unis Canada | 33 316 821 $    | 17 décembre 2009           | 13                 |
| Total mondial     | 41 771 168 $    | -                          | -                  |